# 学堂在线
学堂在线（xuetangX）是由清华大学推出的全球首个中文大规模开放在线课堂（MOOC）平台。以清华大学计算机科学与技术系为主体的开发团队基于OpenEdX平台开发了学堂在线。学堂在线于2013年10月10日正式上线，可向全球用户提供MOOC课程。

## 开发
2013年5月21日，清华大学与在线教育平台edX同时宣布，清华大学正式加盟edX，成为edX的首批亚洲高校成员之一；与此同时，清华大学也启动了基于OpenEdX开发中文MOOC平台的计划，计算机科学与技术系、交叉信息研究院、心理学系和教育研究院联合成立了“清华大学大规模在线教育研究中心”。经过四个多月的筹备，2013年10月10日清华大学举行发布会，宣布学堂在线正式上线。北京大学、中国人民大学、中国农业大学、上海交通大学、南京大学、浙江大学、西安交通大学、中国科技大学、台湾新竹国立清华大学和香港理工大学等高校也作为合作伙伴参与了学堂在线的开发工作。

## 课程
学堂在线在上线同时推出了首批7门课程，分别是清华大学的《电路原理（一）》、《财务分析与决策》、《中国建筑史（上）》、《文物精品与文化中国（上）》、《数据结构（上）》；北京大学的《计算机辅助翻译原理与实践》；麻省理工学院的《电路与电子学》。值得一提的是，《电路原理（一）》课程于2013年10月17日在学堂在线和edX平台同步开课，当日两平台上共有来自151个国家和地区的10088名用户选修该课程，超过了此课程在清华校内过去20年授课的学生总和。
目前学堂在线以清华大学的课程居多，此外还有加州大学伯克利分校、麻省理工学院等国外院校在edX平台上发布的课程（学堂在线提供授课视频的中文字幕）。

## 操作
学堂在线平台主要分为在线学习系统和课程管理系统，学生通过注册（页面存档备份，存于）登录可自由选课、听课并参与社区讨论，系统会根据听课进度给出练习题目及评分；教师则可通过系统上传授课视频、添加教学资料及练习题，并能及时查看学习反馈情况。